# Litterati
Litterati ist ein Online-Projekt, in dem Benutzer (meist Privatpersonen) Abfälle, die auf der Straße und in der Natur herumliegen, aufsammeln und korrekt entsorgen, und das Ganze über eine Handy-App dokumentieren. Litterati wurde vom US-Amerikaner Jeff Kirschner mit dem Ziel gegründet, das weltweite Problem des achtlos weggeworfenen Abfalls zu bekämpfen.
2012 begann die Bewegung auf Instagram, in der Kirschner eine Zigarettenkippe fotografierte und sie in Kombination mit dem Hashtag Litterati (#Litterati) auf Instagram veröffentlichte. Kirschner bemerkte, dass sein #Litterati von mehr Leuten genutzt wurde, und kam auf die Idee, eine spezielle App dafür zu entwickeln. Die erste Version der App wurde am 16. August 2015 veröffentlicht.
Die Aufgabe von Litterati besteht darin, Problemstellen zu erkennen, an denen viel Abfall liegt, und zu ermitteln, welche Arten und Marken von Abfällen dort am häufigsten vorkommen. Litterati möchte die gesammelten Daten in Zusammenarbeit mit Unternehmen und Organisationen nutzen, um nachhaltigere Lösungen zu finden.

## Anwendung
Benutzer können die kostenfreie App auf ihrem Mobiltelefon verwenden, um beispielsweise während einer Wanderung Abfall zu sammeln und gleichzeitig fotografisch zu dokumentieren. Mit Hilfe des GPS im Telefon wird ein Geotag direkt mit dem Foto verknüpft. Der Benutzer kann dann Schlüsselwörter mit einem Hashtag (#) mit dem Foto verknüpfen. Die Schlüsselwörter beziehen sich normalerweise auf das Material, aus dem der Abfall hergestellt wird, den Markennamen, der auf dem Abfall zu finden ist, und auf den Zweck, für den der Abfall verwendet wurde (z. B. "Verpackung", "Flasche").

## Auswirkungen
Seit dem Start der App wurden weltweit mehr als 18 Millionen (Stand Juli 2022) Abfallstücke fotografiert, markiert und gesammelt. Es dauerte etwa 2 Jahre und 4 Monate, bis am 3. Januar 2018 das ein-Millionste Abfallstück bei Litterati eingetragen wurde. Der Meilenstein von 2 Millionen Einheiten wurde schon acht Monate später am 15. Oktober 2018 erreicht. Die Tabelle gibt einen Überblick über die Top-10-Länder, in denen die App am häufigsten verwendet wird (Stand 20. April 2019). Auffallend ist, dass die Niederlande mit dieser App am aktivsten sind. Die Niederlande sind das erste Land, das mit Litterati 1 Million Abfallstücke aufräumt und in Litterati aufzeichnet.
| Länder                 | Entsorgte Abfälle |
| ---------------------- | ----------------- |
| Niederlande            | 1.000.790         |
| Vereinigte Staaten     | 895.038           |
| Vereinigtes Königreich | 212.130           |
| Australien             | 197.700           |
| Österreich             | 83.288            |
| Deutschland            | 53.859            |
| Spanien                | 46.460            |
| Neuseeland             | 40.561            |
| Kanada                 | 39.966            |
| Frankreich             | 38.742            |

## Finanzierung
Die Litterati-App wurde ursprünglich über Kickstarter finanziert, wo 50.000 USD gesammelt wurden. Ende 2017 erhielt der Gründer weitere 225.000 US-Dollar von der American National Science Foundation. Hinter Litterati stehen zwei Vollzeitangestellte und einige Freiwillige, die sich um das Design kümmern.

## Belege
1. ↑  Jacopo Prisco, CNN: The app that makes it fun to pick up litter. Abgerufen am 13. Januar 2018 (englisch).
2. ↑  Becky Streep, Care2: Litterati: Fighting Litter with…Instagram? Abgerufen am 16. Januar 2018 (englisch).
3. ↑  iTunes: Litterati App. Abgerufen am 13. Januar 2018 (englisch).
4. ↑  Anna Evans: Litterati app to help understand western Victorian litter practices. The Courier, 1. August 2017, abgerufen am 13. Januar 2018 (englisch).
5. ↑  Litterati Webseite. Abgerufen am 13. Januar 2018 (englisch).
6. ↑  Change Agents: Jeff Kirschner's litter-less world. USA TODAY, abgerufen am 13. Januar 2018.
7. ↑  Litterati Website. Abgerufen am 20. November 2018 (englisch).
8. ↑  Kickstarter: Litterati - A Mobile App to Track & Reduce Litter. Abgerufen am 16. Januar 2018 (englisch).
9. ↑  An app that tries to make picking up trash fun just got a $225,000 cash injection from the US government. Business Insider, abgerufen am 13. Januar 2018 (englisch).